# Laura Rodríguez Dulanto
 (janvier 2024).
Laura Rodríguez Dulanto (née le 18 octobre 1872 et morte le 6 juillet 1919) est une médecin péruvienne. Elle est la première femme à obtenir le titre de docteure en médecine au Pérou. 

## Biographie
Issue d’une famille modeste où elle est la seule fille de sa fratrie, elle fréquente l’école primaire, puis doit faire face à l’absence d’école secondaire pour filles ; c’est son frère, Abraham, qui lui fournit le contenu des cours auxquels il a accès. Elle valide son cursus en candidate libre, auprès d’un jury, puis se prépare à l’entrée à l’université : en 1892, elle est la première femme du Pérou à y être admise. Son frère suit également les cours de médecine ; par son entremise, elle parvient à contourner les limitations auxquelles elle est confrontée en tant que femme : elle ne peut pas faire de dissection dans la même pièce que les étudiants masculins, par exemple.
Elle est diplômée en sciences naturelles en 1898, puis deux ans plus tard en chirurgie. Laura Rodríguez Dulanto est la première femme du Pérou à prêter le serment d’Hippocrate. Elle s’oriente ensuite vers la pratique de la gynécologie et de l’obstétrique. Par la suite, elle se consacre entre autres à l’enseignement au sein d’une école d’infirmerie ; lors de conflits entre le Pérou et l’Équateur, elle fonde l’Union patriotique des femmes et procure du matériel aux hôpitaux militaires.

## Postérité
En 1972 est érigé un buste en son honneur dans le parc de l’histoire de la médecine péruvienne, à Lima. L’hôpital de son lieu de naissance porte aussi désormais son nom.
Google lui consacre un doodle pour le 146e anniversaire de sa naissance.